# Three Springs
Three Springs è una città situata nella regione di Mid West, in Australia Occidentale; essa si trova 310 chilometri a nord di Perth ed è la sede della Contea di Three Springs. Al censimento del 2006 contava 395 abitanti.